# The Island Def Jam Music Group
The Island Def Jam Music Group (IDJMG) foi uma editora discográfica norte-americana formada em 1999, quando a Universal Music Group juntou as duas companhias Island Records e a Def Jam Recordings. A 1 de abril de 2014, foi anunciado o encerramento de funções da Island Def Jam, seguindo pela demissão do seu diretor executivo Barry Weiss. Def Jam Recordings, Island Records e a Motown Records são agora reconhecidas como entidades separadas.
Alguns dos rostos da The Island Def Jam Music Group:
- Kid Cudi
- Amy Winehouse
- Jennifer Lopez
- Mariah Carey
- Sum 41
- Bon Jovi
- Kerli
- Jay-Z
- Rihanna
- Jon McLaughlin
- Ludacris
- Kanye West
- Def Leppard
- The Killers
- Melissa Etheridge
- Anastacia
- Waii
- Fall Out Boy
- Hoobastank
- Ne-Yo
- Young Jeezy
- Patrick Stump
- Justin Bieber
- CKY